# Las Victorias
Las Victorias es un sitio arqueológico de la época precolombina, ubicado en lo que era la extensa finca homónima en la ciudad de Chalchuapa ( departamento de Santa Ana, El Salvador), hoy altamente urbanizado; y del que forman parte también los sitios San Rafael, Carmen y Santa Marcelina (ubicados en fincas homónimas surgidas de la división de la de Las Victorias). Sus estructuras hacían parte, junto con la zona al oriente de la laguna Cuzcachapa y la de la laguna seca, de una extensa zona residencial con evidencia de ocupación del preclásico al posclásico, y cuyo descubrimiento más notable es la denominada piedra de las victorias, que muestra figuras similares a los de la cultura olmeca del preclásico medio, cuya influencia estilística habría provenido de sitios ubicados en la costa pacífica guatemalteca.

## Estructuras

### Investigaciones de Robert Sharer de Las Victorias a la Laguna Seca
En su estudio sobre Chalchuapa, Robert Sharer documentó una extensa ocupación residencial en la localidad que consistía en los restos de más de 90 plataformas habitacionales dispersas desde la finca Las Victorias, a lo largo de una cresta al este de la Laguna Cuzcachapa y hacia el sur hasta la Laguna Seca.
Estas plataformas se construyeron formando un rectángulo de piedras de campo, de unos 30 a 50 centímetros de diámetro, y rellenando su interior con tierra. Algunas cuentan con una elevación de 30 a 50 cm; pero en muchos casos, el interior de ellas estaba erosionado al nivel de la superficie del terreno, quedando solo un rectángulo de piedras sobre o cerca de la superficie del suelo. Su perímetro varía de 3x4 metros a 7x8 m, con la mayoría de ellas estando alrededor de 5x6 metros; y todas estaban orientadas de 15 a 20°grados al este del norte magnético. Por su distribución, pueden ser agrupadas en 5 grupos, con algunas estructuras aisladas dispersas entre ellas.
El grupo 1 se encuentra en la vecindad de Las Victorias e incluye 16 plataformas que fueron catalogadas por Sharer C5-1 a C5-16; de las cuales C5-16 es de forma circular, mide 6.5 metros de diámetro y estaba parcialmente destruida por una construcción moderna cuando Sharer la investigó. Al sur del anterior grupo y al oriente de la laguna Cuzcachapa, se extiende el grupo 2; el cual consta de 29 plataformas, todas rectangulares, que son llamadas de A5-1 a A5-15 y de A3-1 a A3-3, de las cuales la más grande (tanto de ellas como del resto de plataformas) es A5-14 que mide 18x9 metros en la base y 4.2 m de altura. En cambio, el grupo 3 se encuentra al noreste de la Laguna Seca y tiene 30 plataformas rectangulares, catalogadas de B5-12 a B5-42; el grupo 4, ubicado al sur del anterior, está formada de 12 plataformas que van de B5-43 a B5-45 y de B7-1 a B7-9, habiendo 2 de forma circular (B7-4 que mide 13.3 metros de diámetro con una altura de 1.5 m en su parte central, y B7-6 de 10 m de diámetro y cerca de 1 m de altura). Finalmente, el grupo 5 se encuentra al sureste, en el borde de la laguna seca, y consta de 22 plataformas, llamadas de B5-1 a B5-09 y de D5-1 a D5-14, de las que D5-8 es circular y mide 10 m de diámetro; mientras que las estructuras B5-10 y B5-11 están ubicadas de forma aislada al norte de la Laguna Seca.
A partir del análisis de los tiestos de cerámica recuperados en sondeos realizados por las plataformas, Sharer concluyó que estas estructuras habrían sido principalmente habitadas durante la fase Payu del clásico tardío (650 a 900 d. C.; cuando Chalchuapa estaba inmersa en la cultura maya y se encontraba bajo la hegemonía de Copán) y la fase Matzin del posclásico temprano (900 a 1200 d. C.; cuando se dieron las primeras migraciones de poblaciones nahuas procedentes de México y la localidad estaba influenciada por la cultura tolteca con capital en Tula); durante los cuales el centro ceremonial principal de la población se encontraba en Tazumal.
Debido al tamaño o forma de las estructuras C5-16, A5-14, B7-4, B7-6 y D5-8, es muy probable que estas hubiesen sido templos o santuarios, o residencias de familias de alto estatus; pudiendo servir de núcleos para grupos o unidades habitacionales (como calpullis), sobre todo durante el posclásico.

### Investigación en San Rafael
En las investigaciones en la finca San Rafael, llevadas a cabo por Fabio Esteban Amador, Paola Garnica y Rosa María Ramírez en 2006, se descubrieron 9 estructuras que integran 3 grupos arquitectónicos, uno compuesto de cinco estructuras y los otros de dos; cada estructura de estos grupos posoblemente representaban lugares donde se realizaban diferentes actividades como dormitorios, bodegas, cocinas, talleres y un posible templo. Además de ello, se encontraron tres alineamientos de roca que formaban terrazas artificiales que probablemente funcionaban como un muro de retención que permitía la deposición de suelo orgánico.
En este sitio, se registra una larga ocupación que inicia en la fase Kal (650 a. C. a 400 a. C.; finales del preclásico medio), Chul (400 a. C. a 200 a. C.) y Caynac (200 a. C. a 200 d. C.;ambas del preclásico tardío), cuando Chalchuapa tenía por centro ceremonial la zona de El Trapiche y Casa Blanca y se veía influenciada por Kaminaljuyú; prosigue en las fases Vec (200 a 400 d. C.), Xocco (400 a 650 d. C.), ambas del clásico temprano, cuando inicia la influencia de Copán y se establece el sitio de Tazumal; continúa en las fases Payu, Matzin hasta la fase Ahal (1200 a 1524 d. C., posclásico tardío), momento en que la población se veía poblada tanto por pipiles y mayas pokomames y era parte del Señorío de Cuzcatlán antes de la conquista española.

### Investigaciones en El Carmen, Santa Marcelina y Los Gavilanes
En las excavaciones llevadas a cabo por Herbert Erquicia y Vicente Genovés en la finca El Carmen en 2006, descubrieron una estructura que data de las fases Payu y Matzin. Mientras que en la finca Santa Marcelina, Erquicia en 2008, halló 3 estructuras y dos muros de contención de una terraza artificial, datados para la fase Payu; en la estructura 1 de ese sitio se encontró un sello con el signo conocido como quincunce (que sería el glifo calendarico maya Lamat) junto con tiestos de cerámica y cuchillos de obsidiana.
En las investigaciones de Erquicia en 2006 en los Gavilanes, situado cerca de la esquina sureste de la laguna Cuzcachapa, se encontraron 2 estructuras que fueron datadas para la fase Payu y Matzin. La estructura 2, un templo de la fase Matzin, de 8.20 metros de ancho y 10 de largo, era la que estaba mejor conservada y en ella se halló: una escultura o efigie de Xipe Totec, una cajuela con carbón que probablemente servía para quemar copal u otros productos para alguna ceremonia, varias piezas de obsidiana (incluida una navaja prismática de obsidiana verde, procedente del yacimiento de Pachuca en el estado mexicano de Hidalgo), una concavidad hecha de piedra que probablemente servía como fogón para alguna actividad ritual, y cerámica de los grupos Cozatol, Chuquezate, Tohil Plomizo y Nicoya.

## Piedra de las Victorias
El monumento 12 de Chalchuapa más conocido como las piedras de Las Victorias, se considera que fue hecha en el preclásico medio (900 a. C a 400 a. C.); fue descrita por primera vez por el arqueólogo Stanley H. Boggs en 1943 y se encuentra exhibida en las afueras del museo de Tazumal. Su orientación original se desconoce, ya que la roca se movió ligeramente cuando los trabajadores de la finca Las Victorias excavaron los alrededores de la base para determinar su profundidad.
Este monumento es una roca de forma irregular, estrecha en la parte superior y ancha en la base; cuenta con cuatro lados bien definidos, cada uno de los cuales tiene un panel con caras apenas alisadas, presentando numerosas irregularidades menores. Cada panel tiene una figura humana, presumiblemente masculina, tallada en bajorrelieve; tres de las figuras están de pie, mientras que la cuarta está sentada; a cada una de éstas figuras, a partir de Boggs se le asignó una letra: la figura A se encuentra en la cara oeste, la B en la sur, la C en la este y la D en la norte.
Cerca de la piedra de las Victorias, William Coe en 1954 documento el denominado monumento 12A, una roca basáltica tallada con petrograbados que representaban 2 cabezas y un motivo pata-mano-ala no terminado de tallar. Esta piedra se perdió por el año de 1966.

### Características de las figuras
Las figuras están principalmente retratadas de perfil, y todas ellas tienen rasgos faciales con bastante parecidos a la de las esculturas olmeca y comparten muchas características con otras representaciones del preclásico donde el tema es la fertilidad y el culto al maíz, como llevar lo que sería el motivo o representación de la planta de maíz y portar un pectoral redondo (que quizás haría alusión a los pectorales espejo de magnetita). Los personajes de pie tienen un brazo extendido, como si estuvieran esparciendo semillas de maíz o buscando resaltar algo o donde se dirigen, lo cual parece ser el personaje de la figura C que sería el más importante.
La figura A consiste en un personaje que parece estar caminando; tiene labios gruesos, mejillas resaltadas y un ojo algo achinado como si estuviese enojado. En uno de sus brazos sostiene un motivo de maíz en forma de tabla (similar a la de la estela de Xoc, encontrada en el estado mexicano de Chiapas), mientras que con la otra mano apunta hacia adelante, quizás sembrando. Está vestido con un casco que no está completo y que tiene una parte que cae hacia el cuello y otra hacia la oreja; porta un pectoral, taparrabos (del que sobresale lo que podría ser un falo u órgano reproductor masculino), y quizás viste también algo extra en el pecho y parte baja de la cintura por las líneas que sobresalen.
La figura B muestra un personaje que parece estar caminando sobre un motivo de tierra, compuesto por una barra horizontal con borde curvo hacia abajo que toene un rectángulo en medio y a la par de ello dos colmillos (probablemente representando al monstruo terrestre del que fue creado el mundo en la cosmogonía mesoamericana). El personaje tiene labios gruesos y mejillas resaltadas, y sus ojos podrían estar dibujados con cejas o los tiene cerrados. En uno de sus brazos sostiene un motivo de maíz y con la otra mano apunta hacia adelante (quizás sembrando). Esta vestido con lo que parece un traje de ave con alas extendidas y cola, lo que está reforzado con una S (que vendría a ser el motivo de viento) en la zona de la oreja; además, porta un cinturón, un casco con esfera (similar al de un monumento encontrado en Cuautotolapan en el estado mexicano de Veracruz), un pendiente y un pectoral.
El personaje de la figura C es el único que está sentado y con el cuerpo de frente en lugar de perfil a excepción de su rostro. Tiene las piernas cruzadas, con un brazo sostiene un motivo de maíz (que es más complejo que el de las demás figuras, ya que presenta todas las partes de la planta, mezclado con el uso de un motivo de semilla) y la otra está sobre una de sus piernas. El vestuario consiste de una pechera de tirantes con un pectoral, un taparrabos y un casco/tocado con un elemento que sobresale sobre la frente (hacia adelante para luego elevarse) y deciracionrs en forma de letra L. Sus rasgos faciales son los más parecidos a las figuras olmecas por lo caído del lado superior y lo inclinado de la ceja.
La figura D tiene un personaje que parece estar caminando con un motivo de maíz en uno de sus brazos, mientras que con la otra mano apunta hacia delante; su vestuario lo componen un cinturón, un pectoral, un casco con cúspide semiesférica (similar a la de un personaje en los grabados de Pijijiapan, en Chiapas) y lo que parece ser una falda o manta con lo que sería un amarre. Es el único cuyos detalles son pobres y que está tallado de modo muy ligero, como si hubiera sido realizado por otro tallador o hubiera sido hecho con prisa.

### Interpretaciones
Varias interpresentaciones se han hecho sobre lo que representa la escultura, por un lado Boggs sugirió que los personajes formarían una escena, donde un jefe sentado (figura C) recibe regalo de otro personaje con vestimenta (figura B) que podría ser un comerciante o suplicante y los últimos 2 podrían ser dos guardias o sacerdotes debido a su parafernalia. William Fowler, en cambio, consideró que podría representar la visita de diplomáticos o mercaderes procedentes del área nuclear olmeca; mientras que Arthur Damarest, siguiendo el mismo pensamiento, más bien consideró que se trata de personajes provenientes de la costa pacífica de Guatemala, como La Blanca o Takalij Abaj.
En su estudio sobre este monumento, George Charles Baxter concluyó que esta escultura muestra la escena de un ritual a la fertilidad y el maíz, donde los personajes vendrían siendo oficiales religiosos que van vestidos para la ocasión con lo más lujoso posible e incluso disfrazados como dioses.